# Short track ai XXI Giochi olimpici invernali - 1000 m femminile
La gara dei 1000 m femminile di short track dei XXI Giochi olimpici invernali si è svolta tra il 24 e il 26 febbraio 2010 al Pacific Coliseum, con quattro turni di gare. La vincitrice è stata la cinese Wang Meng, mentre la sua connazionale Zhou Yang, che aveva fatto segnare nelle eliminatorie due record olimpici e un record mondiale, è stata squalificata in finale.
La campionessa in carica era la sudcoreana Jin Sun-Yu, che non ha parteciperato ai Giochi.

## Risultati

### Batterie
Sono state disputate otto batterie da quattro pattinatrici; da ognuna si sono qualificate due atlete.

#### Batteria 1
| Pos. | Nome            | Nazione       | Tempo        |
| ---- | --------------- | ------------- | ------------ |
| 1    | Park Seung-Hi   | Corea del Sud | 1'31"885     |
| 2    | Tania Vicent    | Canada        | 1'37"561     |
| -    | Allison Baver   | Stati Uniti   | squalificata |
| -    | Jorien ter Mors | Paesi Bassi   | squalificata |

#### Batteria 2
| Pos. | Nome             | Nazione       | Tempo    |
| ---- | ---------------- | ------------- | -------- |
| 1    | Kalyna Roberge   | Canada        | 1'31"033 |
| 2    | Bernadett Heidum | Ungheria      | 1'31"125 |
| 3    | Elise Christie   | Gran Bretagna | 1'31"363 |
| 4    | Kateřina Novotná | Rep. Ceca     | 1'45"300 |

#### Batteria 3
| Pos. | Nome               | Nazione     | Tempo        |
| ---- | ------------------ | ----------- | ------------ |
| 1    | Tatiana Borodulina | Australia   | 1'32"509     |
| 2    | Mika Ozawa         | Giappone    | 1'32"577     |
| 3    | Cecilia Maffei     | Italia      | 1'32"615     |
| -    | Liesbeth Mau Asam  | Paesi Bassi | squalificata |

#### Batteria 4
| Pos. | Nome              | Nazione  | Tempo    |
| ---- | ----------------- | -------- | -------- |
| 1    | Jessica Gregg     | Canada   | 1'32"565 |
| 2    | Arianna Fontana   | Italia   | 1'32"640 |
| 3    | Veronika Windisch | Austria  | 1'32"775 |
| 4    | Evgenija Radanova | Bulgaria | 1'32"829 |

#### Batteria 5
| Pos. | Nome              | Nazione     | Tempo    |
| ---- | ----------------- | ----------- | -------- |
| 1    | Katherine Reutter | Stati Uniti | 1'30"508 |
| 2    | Sun Linlin        | Cina        | 1'30"629 |
| 3    | Ayuko Ito         | Giappone    | 1'31"137 |
| 4    | Nina Yevteyeva    | Russia      | 1'31"302 |

#### Batteria 6
| Pos. | Nome               | Nazione       | Tempo    |
| ---- | ------------------ | ------------- | -------- |
| 1    | Cho Ha-Ri          | Corea del Sud | 1'35"953 |
| 2    | Stéphanie Bouvier  | Francia       | 1'36"199 |
| 3    | Biba Sakurai       | Giappone      | 1'36"416 |
| 4    | Valeriya Potemkina | Russia        | 1'36"438 |

#### Batteria 7
| Pos. | Nome             | Nazione     | Tempo    |
| ---- | ---------------- | ----------- | -------- |
| 1    | Wang Meng        | Cina        | 1'30"958 |
| 2    | Annita van Doorn | Paesi Bassi | 1'31"516 |
| 3    | Kimberly Derrick | Stati Uniti | 1'31"663 |
| 4    | Han Yueshuang    | Hong Kong   | 1'38"115 |

#### Batteria 8
Aika Klein è stata qualificata al turno successivo in quanto la giuria ha ritenuto che fosse stata ostacolata durante la gara.
| Pos. | Nome         | Nazione  | Tempo        |
| ---- | ------------ | -------- | ------------ |
| 1    | Zhou Yang    | Cina     | 1'30"781     |
| 2    | Paula Bzura  | Polonia  | 1'31"338     |
| 3    | Aika Klein   | Germania | 1'58"857     |
| -    | Erika Huszar | Ungheria | squalificata |

### Quarti di finale
Sono stati disputati quattro quarti di finale; le prime due classificate di ognuno sono avanzate alle semifinali.

#### Quarto 1
| Pos. | Nome             | Nazione       | Tempo    |
| ---- | ---------------- | ------------- | -------- |
| 1    | Park Seung-Hi    | Corea del Sud | 1'30"769 |
| 2    | Kalyna Roberge   | Canada        | 1'30"769 |
| 3    | Annita van Doorn | Paesi Bassi   | 1'32"067 |
| 4    | Mika Ozawa       | Giappone      | 1'32"183 |

#### Quarto 2
| Pos. | Nome              | Nazione  | Tempo    |
| ---- | ----------------- | -------- | -------- |
| 1    | Zhou Yang         | Cina     | 1'29"849 |
| 2    | Jessica Gregg     | Canada   | 1'30"207 |
| 3    | Bernadett Heidum  | Ungheria | 1'30"313 |
| 4    | Stéphanie Bouvier | Francia  | 1'30"420 |

#### Quarto 3
| Pos. | Nome              | Nazione       | Tempo        |
| ---- | ----------------- | ------------- | ------------ |
| 1    | Katherine Reutter | Stati Uniti   | 1'29"955     |
| 2    | Cho Ha-Ri         | Corea del Sud | 1'30"543     |
| 3    | Sun Linlin        | Cina          | 1'30"589     |
| 4    | Aika Klein        | Germania      | 1'51"552     |
| -    | Tania Vicent      | Canada        | squalificata |

#### Quarto 4
| Pos. | Nome               | Nazione   | Tempo    |
| ---- | ------------------ | --------- | -------- |
| 1    | Wang Meng          | Cina      | 1'32"267 |
| 2    | Tatiana Borodulina | Australia | 1'32"465 |
| 3    | Arianna Fontana    | Italia    | 1'32"472 |
| 4    | Paula Bzura        | Polonia   | 1'32"662 |

### Semifinali
Da ogni semifinale le prime due classificate hanno avuto accesso alla finale A, le altre due atlete alla finale B.

#### Semifinale 1
| Pos. | Nome               | Nazione       | Tempo    |
| ---- | ------------------ | ------------- | -------- |
| 1    | Zhou Yang          | Cina          | 1'29"049 |
| 2    | Park Seung-Hi      | Corea del Sud | 1'29"165 |
| 3    | Tatiana Borodulina | Australia     | 1'29"663 |
| 4    | Jessica Gregg      | Canada        | 1'33"139 |

#### Semifinale 2
| Pos. | Nome              | Nazione       | Tempo    |
| ---- | ----------------- | ------------- | -------- |
| 1    | Katherine Reutter | Stati Uniti   | 1'30"568 |
| 2    | Wang Meng         | Cina          | 1'30"573 |
| 3    | Kalyna Roberge    | Canada        | 1'30"736 |
| 4    | Cho Ha-Ri         | Corea del Sud | 1'30"792 |

### Finali

#### Finale A
| Pos. | Nome              | Nazione       | Tempo        |
| ---- | ----------------- | ------------- | ------------ |
|      | Wang Meng         | Cina          | 1'29"213     |
|      | Katherine Reutter | Stati Uniti   | 1'29"324     |
|      | Park Seung-Hi     | Corea del Sud | 1'29"379     |
| -    | Zhou Yang         | Cina          | squalificata |

#### Finale B
| Pos. | Nome               | Nazione       | Tempo    |
| ---- | ------------------ | ------------- | -------- |
| 4    | Cho Ha-Ri          | Corea del Sud | 1'31"932 |
| 5    | Kalyna Roberge     | Canada        | 1'32"122 |
| 6    | Jessica Gregg      | Canada        | 1'32"333 |
| 7    | Tatiana Borodulina | Australia     | 1'32"661 |